# Айхкёгль
Айхкёгль (нем. Eichkögl) — коммуна в Австрии, в федеральной земле Штирия. 
Входит в состав округа Зюдостштайермарк.  Население составляет 1207 человек (на 31 декабря 2005 года). Занимает площадь 14,89 км².

## Политическая ситуация
Бургомистр коммуны — Йохан Айнзингер (АНП) по результатам выборов 2005 года.
Совет представителей коммуны (нем. Gemeinderat) состоит из 15 мест.
- АНП занимает 10 мест.
- СДПА занимает 3 места.
- АПС занимает 2 места.